# Église Sainte-Marie-de-la-Victoire (Prague)
L’église Sainte-Marie-de-la-Victoire, de son nom complet église Sainte-Marie-de-la-Victoire et Saint-Antoine de-Padoue (Kostel Panny Marie Vítězné a svatého Antonína Paduánského), également appelée « Notre-Dame-de-la-Victoire » et « Le Sanctuaire de l’Enfant Jésus de Prague, », se trouve dans la rue Karmelitská, à Malá Strana, un quartier du centre de Prague, en République tchèque, situé à l’ouest de Staré Město, la « Vieille Ville ». Administrée par les Carmes déchaux, elle abrite en particulier une célèbre statuette de cire du XVIIe siècle appelée l’Enfant Jésus de Prague.

## Histoire
Une chapelle luthérienne dédiée à la Sainte Trinité est bâtie sur le site en 1584, sur l’ordre de Rodolphe II, qui réclamait un lieu de culte pour les protestants allemands. L’architecte italien Giovanni Maria Filippi (cs) construit sur cet emplacement l’église actuelle à partir de 1611. Après la bataille de la Montagne-Blanche, le 8 novembre 1620, la Contre-Réforme oblige Prague à revenir au catholicisme. L’église est confiée à la direction des carmélites en septembre 1624. Dans les années 1625-1644, le bâtiment est largement modifié : l’orientation de la nef change (à l’origine orientée vers l’est, elle l’est dorénavant vers l’ouest), un nouveau presbytère est bâti et la façade reconstruite en prenant pour modèle l’église des carmélites de Santa Maria della Scala (dans le quartier du Trastevere, à Rome). Le 3 juin 1784, les carmélites reçoivent l’ordre de remettre l’église à Joseph II, empereur du Saint-Empire romain germanique. Depuis le 2 juillet 1993, à la demande de l’archevêque de Prague Miloslav Vlk, les Carmes déchaux administrent de nouveau l’église.

## Décoration intérieure
Outre la statuette de l’Enfant Jésus de Prague, cette église, édifice du début du baroque, abrite des meubles précieux dont la plupart datent du XVIIe siècle.
Par ailleurs, dans l’ancien chœur monastique, derrière le maître-autel, est suspendu un portrait monumental de l'empereur Ferdinand II. D’autres tableaux présents dans cette église sont notamment L’Extase de sainte Thérèse d’Avila par Johann Georg Wilhelm Dietrich, L’Apothéose de sainte Thérèse d’Avila par Jan Bedřich Hess (cs), L’Apothéose de saint Jean de la Croix par Matěj Zimprecht (cs), la Vision mystique de saint Simon par Peter Johannes Brandl et La Vision de saint Joachim et sainte Anne par Brandlovo.

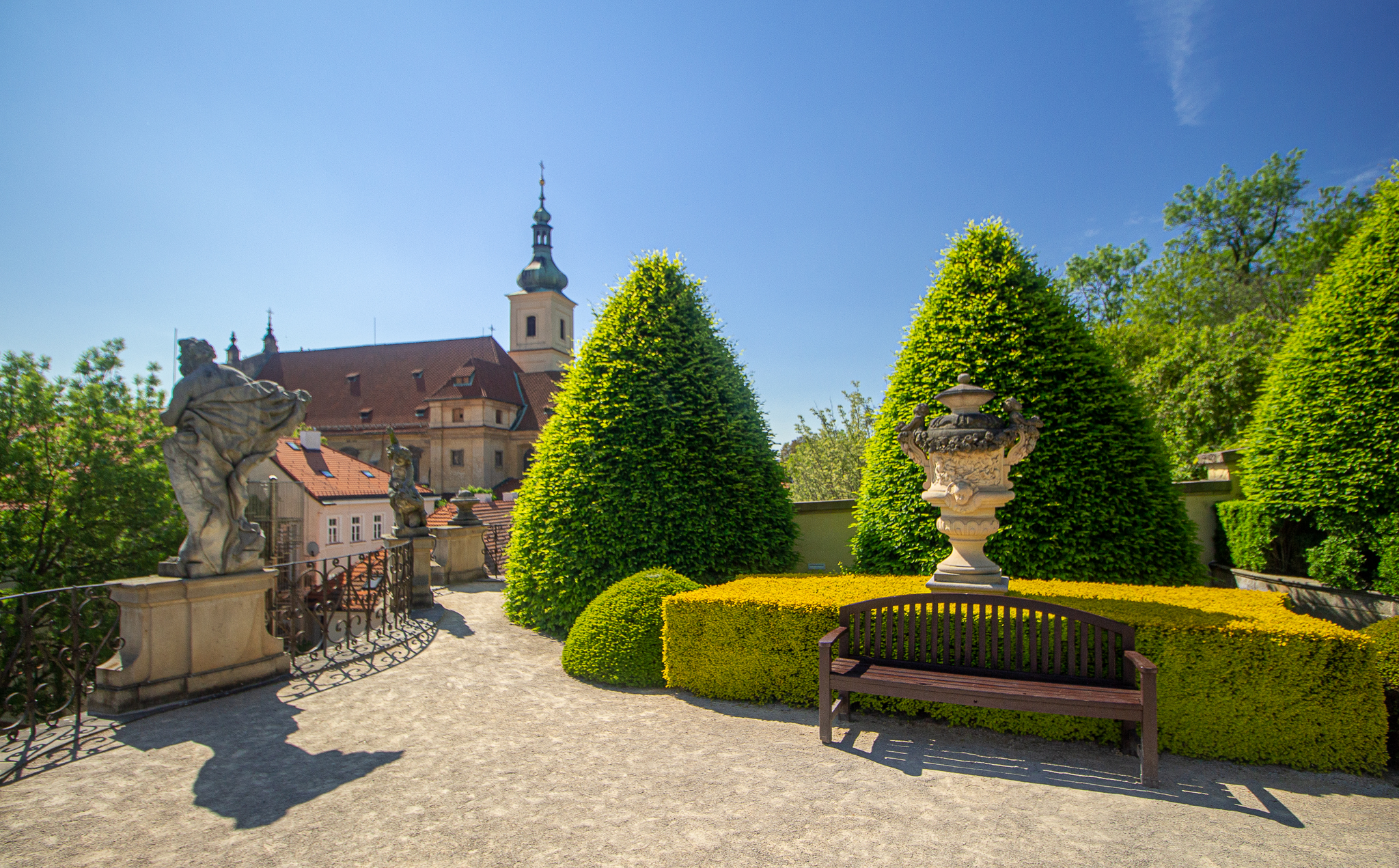
L'église depuis le jardin vrtbovská.
L'intérieur.
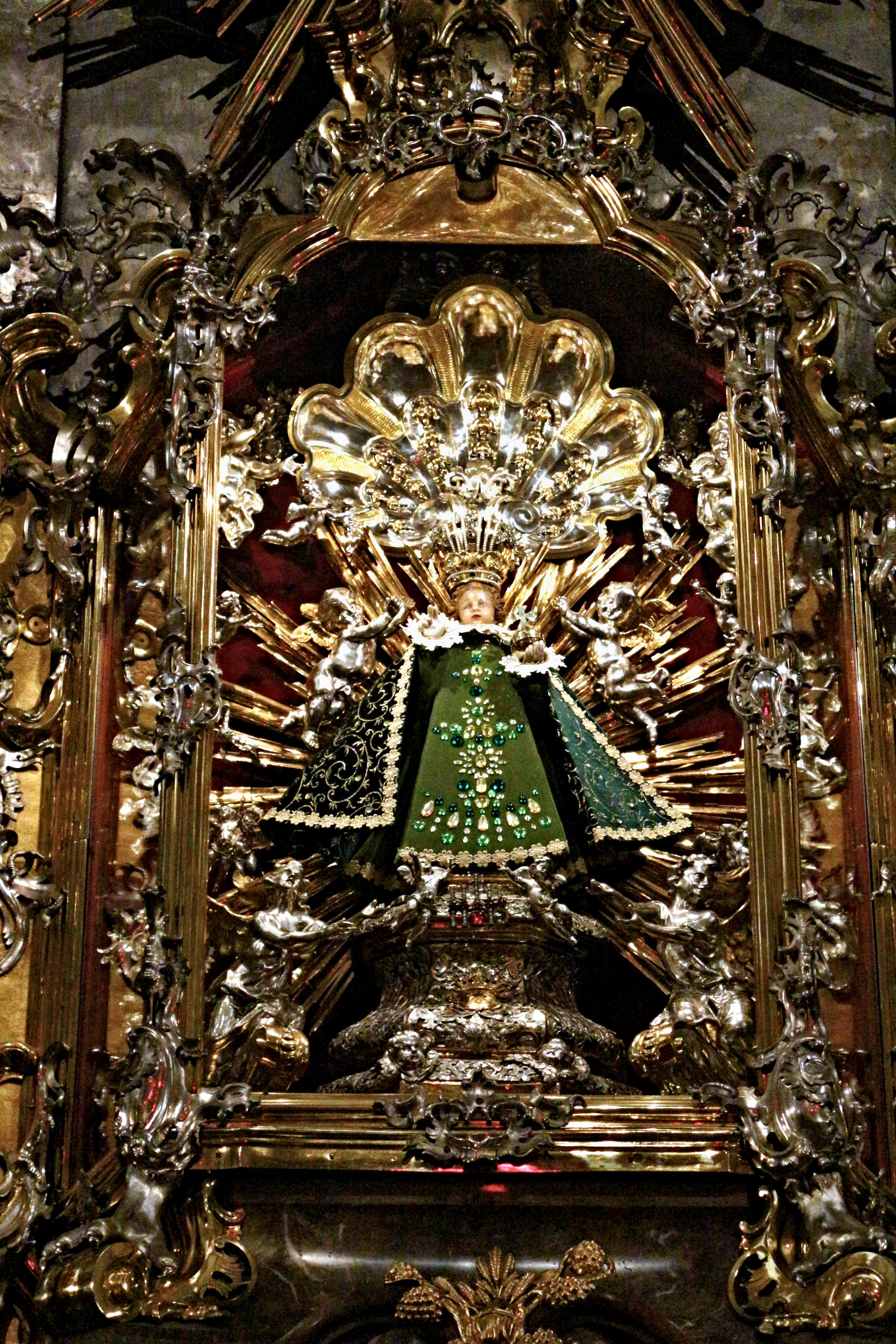
l’Enfant Jésus de Prague.

## Source
- (cs) Cet article est partiellement ou en totalité issu de l’article de Wikipédia en tchèque intitulé « Kostel Panny Marie Vítězné a svatého Antonína Paduánského » (voir la liste des auteurs).